# Szada, Pesta
Szada  este un sat în districtul Gödöllő, județul Pesta, Ungaria, având o populație de 4.529 de locuitori (2011). 

## Demografie
Componența etnică a satului Szada
     Maghiari (95,82%)
     Germani (1,2%)
     Necunoscut (1,56%)
     Alții (1,42%)
Componența confesională a satului Szada
     Romano-catolici (25,26%)
     Reformați (21,22%)
     Fără religie (17,49%)
     Atei (2,03%)
     Luterani (1,85%)
     Necunoscută (31,44%)
     Greco-catolici (0,71%)
     Alte religii (3,25%)
Conform recensământului din 2011, satul Szada avea 4.529 de locuitori. Din punct de vedere etnic, majoritatea locuitorilor (95,82%) erau maghiari, cu o minoritate de germani (1,2%). Apartenența etnică nu este cunoscută în cazul a 1,56% din locuitori. Nu există o religie majoritară, locuitorii fiind romano-catolici (25,26%), reformați (21,22%), persoane fără religie (17,49%), atei (2,03%) și luterani (1,85%). Pentru 31,44% din locuitori nu este cunoscută apartenența confesională.